# 50
Cette page concerne l'année 50  du calendrier julien. Pour l'année 50 av. J.-C., voir 50 av. J.-C. Pour le nombre 50, voir 50 (nombre).
L'année 50 est une année commune qui commence un jeudi.

## Événements
- L'empereur Claude adopte Néron, fils d’Agrippine la Jeune, au détriment de Britannicus, fils de Messaline[1].

- En Germanie inférieure, Ara Ubiorum obtient le statut de colonie romaine et prend le nom de Colonia Claudia Ara Agrippinensium, future Cologne, par la volonté d'Agrippine[1].
- Les troupes romaines de Pomponius Secundus, aidées d'auxiliaires Vangions et Némètes, repoussent les Chattes sur le Rhin[2].
- Le roi des Quades Vannius (en), client de Rome, est menacé par ses neveux Vangion et Sidon (en), alliées au roi des Hermundures Vibilius et aux Lugiens ; Claude lui refuse une assistance militaire et Vannius doit se résoudre à la défensive. Sa cavalerie iazyge l'entraîne dans un combat d'où il sort vaincu. Il doit se réfugier en Pannonie où il reçoit des domaines, tandis que Vangion et Sidon se partagent ses États[2].

- En Bretagne, le Catuvellauni révolté Caratacos, à la tête des Ordovices et des Silures, est battu par les forces romaines de Publius Ostorius Scapula au fort de Caer Caradoc, sur la haute vallée de la Severn dans le Shropshire ; il parvient à fuir chez la reine des Brigantes, mais son frère Arviragus doit se rendre avec le reste de l'armée. Sa femme Eurgein, enceinte, et sa fille Gwladys sont capturées et envoyées comme otages à Rome[3].
- Colchester, Camulodunum, reçoit une colonie de vétérans fondée par Publius Ostorius Scapula[1].

## Naissances en 50
- Plutarque (ou 46).
- Épictète.